# Parsnip River
Der Parsnip River ist ein 231 km langer Fluss in Zentral-British Columbia in Kanada.

## Flusslauf
Der Parsnip River fließt überwiegend in nordwestlicher Richtung vom Parsnip-Gletscher in den Misinchinka Ranges zum Parsnip Reach des Williston Lake, der durch den Bau des W.-A.-C.-Bennett-Staudamms und den Aufstau des Peace River im Jahre 1968 entstand. Davor mündete der Parsnip River in den Finlay River, um bei Finlay Forks den Peace River zu bilden, wobei beide Quellflüsse des Peace River entlang der Rocky Mountain Trench verlaufen. Der Rocky Mountain Trench bildet hier mit dem Parsnip River über eine lange Strecke die Trennung zwischen den Interior Mountains hier mit den Omineca Mountains, sowie dem Interior Plateau, hier mit dem Nechako Plateau, im Westen und den kanadischen Rocky Mountains, hier mit den Hart Ranges, im Osten.

## Namensherkunft
Der Flussname leitet sich von dem englischen Wort für „Bärenklau“ (Heracleum lanatum) ab, auch als „Indianer-Rhabarber“ bekannt, welcher entlang dem Flussufer im Überfluss wächst.

## Geschichte
Der Parsnip River ist von historischer Bedeutung, da er einen Abschnitt der Route darstellte, welche Alexander MacKenzie für die erste Durchquerung Nordamerikas nördlich von Mexiko nach Westen zum Pazifischen Ozean im Jahr 1793 nutzte.
Die Fischpopulationen und deren Parasiten in den Quellgewässern von McGregor River (Pazifisches Einzugsgebiet) und dem Parsnip River (Einzugsgebiet des Arktischen Ozeans) waren Thema verschiedener Studien in den 1970er Jahren hinsichtlich der geplanten Umleitung des Wassers über die Kontinentale Wasserscheide. Drei Parasiten (Ceratomyxa shasta, Cryptobia salmositica und Haemogregarina irkalukpiki) wurden als größte Bedrohung für die Fischbestände im Umkreis und für die flussabwärts liegenden Gebiete identifiziert. Die Ergebnisse dieser Studien waren mitverantwortlich dafür, dass die British Columbia Hydro and Power Authority den Plan verwarf.

## Nebenflüsse
- Hominka River (rechts)
- Anzac River (rechts)
- Misinchinka River (rechts)